# 希尔宁达木定

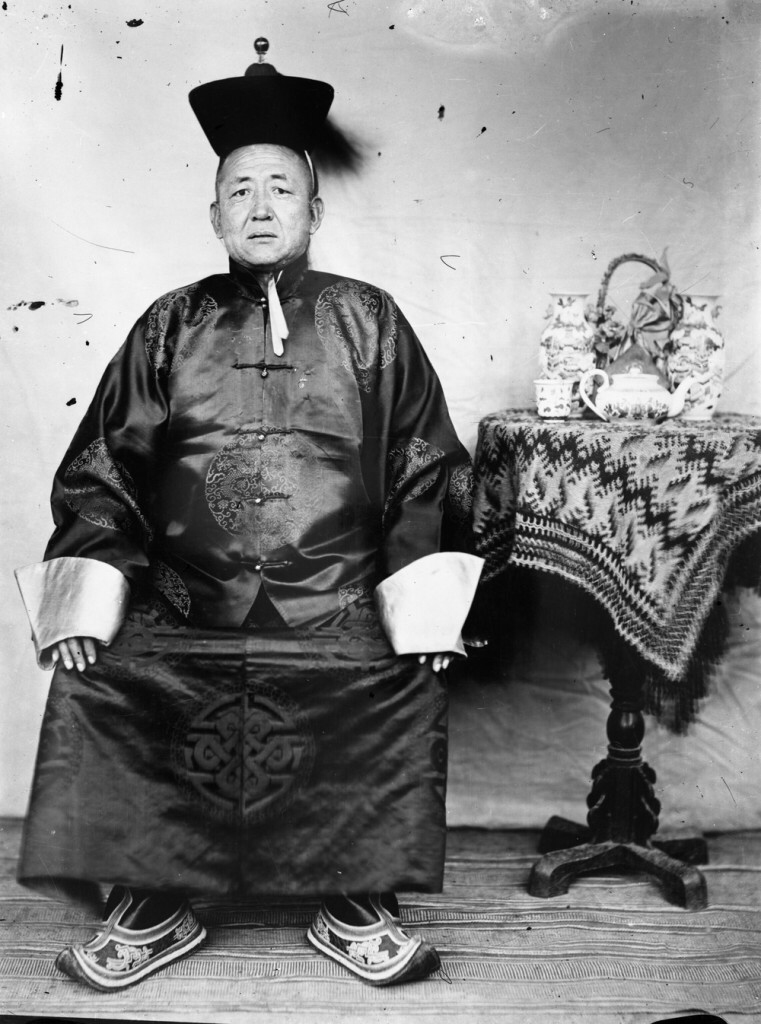
希尔宁达木定

希尔宁达木定（1869年—1931年），也被称为济农王（Эрдэнэ жонон ван，又译「卓囊」），博尔济吉特氏，蒙古族，喀尔喀土谢图汗部中旗人，蒙古政治人物。

## 生平
希尔宁达木定生于同治八年（1869年）。其祖父德勒克多尔济为清朝土谢图汗部中旗札萨克固山贝子、御前侍卫、库伦蒙古办事大臣、绥远城将军、乌里雅苏台将军。其父车林多尔济为德勒克多尔济的第三子，是公衔三等台吉。
光绪十三年二月初四日，库伦办事大臣安德、蒙古办事大臣・土谢图汗那逊绰克图奏请将时年十九岁（虚岁）的“
赏戴花翎二品顶戴、未授职四等台吉希尔宁达木定”在库伦办事大臣衙门印房随同部院章京学习当差。 奉旨允准。清朝末年，希尔宁达木定已经晋封为三等台吉。
1912年底至1913年初，时任大蒙古国内阁副总理大臣的额尔德尼卓囊贝子希尔宁达木定、外务大臣杭达多尔济和硕亲王、副外务大臣车林多尔济、外务部笔帖式巴布多尔济共同访问了圣彼得堡。
1914年9月8日至1915年6月7日，恰克图会议召开。期间，从1914年9月初到11月中旬，外蒙古专使为第二任大蒙古国内务大臣、额尔德尼商卓特巴衙门的毕里克图公爵达喇嘛达什札布，以及第一任大蒙古国财政大臣、清朝土谢图汗部盟长、左翼后旗札萨克镇国公、时任左翼后旗札萨克土谢图亲王的察克都尔扎布。1914年11月中旬，达什札布因病返回库伦，外蒙古方面乃改派博克多汗的亲信、司法部副大臣、额尔德尼卓囊贝子希尔宁达木定为首席专使。
恰克图会议结束后，希尔宁达木定晋封额尔德尼济农郡王。1919年外蒙撤销自治回归中华民国后，希尔宁达木定改汉名奚尔达，字穆卿，与绷楚克车林同赴北京报聘。
1921年秋，希尔宁达木定随蒙古人民革命政府代表团访问莫斯科，参与签订了11月5日的《俄蒙友好条约》，并于当天在克里姆林宫受到了列宁的接见。